# 七生奈央
七生 奈央（ななお なお、1979年10月17日 - ）は、日本のタレント、元レースクイーン。

## 略歴と人物
山形県出身。レースクイーン、タレント、グラビアアイドルとして活躍。
レースクイーンとしては、主に2001年から2003年にかけて全日本GT選手権などで活動する。
親しみやすい人柄、清楚な顔立ちと美肌、新体操で鍛えたスレンダーなボディと脚線美などから、人気を博した。
タレントとしては、「新・出動!ミニスカポリス」に9代目レギュラーとして出演。
上記の経歴から、DVDや写真集の肩書きとして「大人気レースクイーン」「9代目ミニスカポリス」とうたわれる事が多かった。

### 着エロアイドルへ
グラビアアイドルとしては、当初はスタンダードな向きにあったが、当時の流行から次第に着エロへの傾向を強める。
とりわけKKベストセラーズ発行「ザ・ベストMAGAZINE Special」では頻繁に登場し、グラビアから付属DVDの際どい企画（着用した下着のプレゼントなど）まで広く活動。着エロアイドルの一人として広く認知されるようになった。
後期は「着エロの女王」堀口としみをはじめ、名波はるか、吉田千晃とDVDなどで共演した。
特に吉田千晃とは2004年にユニット『7000 (ななせん)』を結成、活動する。

### モデルとして
一方で、一般参加の写真撮影会のモデルとしても長く活動していた。
フェスタソーレ、アリエル、テイクズウなどの撮影会に参加し、こちらでは一般的なビキニ、洋服などを用いた当初の清楚なスタイルを継続している。
2007年末より休業。
2009年11月に復帰。
- 現在はドラマやCMなどで活動している。[1]

## プロフィール
- 身長…165cm
- スリーサイズ…B:82cm、W:56cm、H:82cm。
- 血液型…A型
- 趣味…節約、オセロ、自炊、速読
- 特技…新体操、英会話

## 活動遍歴

### レースクイーン
- 2001年：JGTC・RAYBRIG（チーム国光）レースクイーン
- 2002年：JGTC・DENSO（サード）CIRCUIT LADY
- 2003年：JGTC・TEAM GAIKOKUYA レースクイーン
- 2003年：FK/Massimo サーキットレディー

### テレビ
- 新・出動!ミニスカポリス（テレビ東京系　9代目ポリス）
- タレコミ（テレビ東京系、2003年6月13日）
- 快感職人（テレビ朝日系、2006年7月 - 8月）
- 必勝!パチンコ守山塾（MONDO21、2005年7月 - 12月）
- 太鼓判!守山流パチンコホール戦略術（MONDO21、2006年1月 - 9月）
- パチプロ奥義伝承!実戦守山塾（MONDO21、2006年10月 - 2007年11月）
- 相棒 Season6 第6話「この胸の高鳴りを」（テレビ朝日系、2007年11月28日）
- 絶対零度～特殊犯罪潜入捜査～ 第4話（フジテレビ系、2011年8月2日）
- ラストホープ 第3話 （フジテレビ系、2013年1月29日）
- 続・最後から二番目の恋 第1話（フジテレビ系、2014年4月17日）
- 警視庁ゼロ係〜生活安全課なんでも相談室〜 season5（テレビ東京系、2021年5月）
- ミステリと言う勿れ 第10話 (2022年3月14日、フジテレビ)

## リリース作品

### DVD
- TOP GT RACE QUEEN 2002（日本メディアサプライ）
- ナオナオ（竹書房）
- LIVE70（ポニーキャニオン）
- ナイス!（ポニーキャニオン）（七生奈央、澄谷薫、横山いづみ）
- いたずらなきみへ（ぶんか社）
- 7beat（フォーサイド・ドットコム）
- 赤い飼育（ぶんか社）
- 七生奈央（ビーエムドットスリー）
- Swing Hip !!（アルゴノーツ）
- いたずらなゆめ（ぶんか社）
- Spicy～スパイシー～　堀口・七生奈央・細部コラボレーションBOX（さくら堂）（堀口としみ、七生奈央、細部葉）
- Wild Passion（フォーサイド・ドットコム）

### 写真集
- TOP GT RACE QUEEN 2002（2002年7月、エムウェーブ）ISBN 978-4901219358
- 7070(ナナオナオ)（2002年11月、ワニブックス、撮影：沢渡朔）ISBN 978-4847027406
- いたずらなきみへ（2004年8月27日、ぶんか社、撮影：河合秀直）ISBN 978-4821126309
- ゲリラ!ゲリラ!ゲリラ!（2005年2月25日、ぶんか社、撮影：野澤亘伸）ISBN 978-4821126491
- いたずらなゆめ(Deep Kiss)（2005年8月、ぶんか社）ISBN 978-4821131112

## ユニット「7000 (ナオナオ)」
吉田千晃と共にユニット『7000 (ナオナオ)』を結成（2004年）

### DVD
- 撫子（日本デジタルコミュニケーションズ）
- SPARKLING LOVE!!!（日本デジタルコミュニケーションズ）
- W感染 -infection file 003- （アタッカーズ）
- Cross Heat（フォーサイド・ドットコム）